# Club Olympique des Transports
Il Club Olympique des Transports (النادي الأولمبي للنقل in arabo), conosciuto anche come ٍCOT o Ennakel, è una società calcistica tunisina con sede nella città di Tunisi. Fondata nel 1945, la squadra gioca gli incontri casalinghi all'Ali Belhouane Stadium.
Attualmente milita nel Championnat de Ligue Professionelle 2.

## Storia
Nel luglio del 1945 un gruppo formato da Mustapha Achour, il ciclista Jilani Ben Othman e il direttore sportivo Belhassen Chaar fonda il club dell'En-Najah Sports. Nel 1960 il club si fonde con l'El Hilal sportif di Den Den (EHSDD) per creare il Club Olympique Tunisien. Una nuova fusione con l'Association Sportive des Traminots - avvenuta il 29 giugno 1966 - porta alla nascita del Club Olympique des Transports.

## Palmarès

### Competizioni nazionali
- Coppa di Tunisia: 1

1987-1988
- Championnat de Ligue Professionelle 2: 7

1964-1965, 1966-1967, 1979-1980, 1982-1983, 1983-1984, 1985-1986, 1994-1995
- - Championnat de Ligue Professionelle 3: 1 '

2009-2010

### Altri piazzamenti
- Coppa di Tunisia:

Semifinalista: 2020-2021
- Championnat de Ligue Professionelle 2:

Secondo posto: 2000-2001, 2002-2003

## Allenatori
| - Mahmoud Kouki (1955-1956) - Hmid Dhib (1956-1960) - Hédi Feddou (1960) - Hmid Dhib (1963-1965) - Salah Beji (1965) - Rachid Turki (1966-1967) - Ahmed Belfoul (1967-1968) - Hmid Dhib (1968-1973) - Mustapha Jouili (1973-1974) - Ammar Nahali (1974-1975) - Amor Dhib (1975-1976) - Jamaleddine Bouabsa (1976) - Béchir Ben Mime (1976-1978) - Ali Chabbouh (1979-1981) - Bernard Blaut (1981-1982) | - Hmid Dhib (1982-1985) - Ahmed Belfoul (1985-1986) - Bernard Blaut (1986-1988) - Raouf Ben Amor / Ridha Akacha (1988-1989) - Kazbeck / Ali Kaabi (1989-1990) - Mahmoud Bacha (1990-1992) - Mohieddine Habita / Faouzi Henchiri (1992-1993) - Taoufik Ben Othman (1993) - Ali Kaabi (1994-1995) - Bialas (1995-1996) - Ali Kaabi / Kostek / Khaled Hosny (1966-1997) - Ridha Akacha / Khaled Hosny / Bialas (1997-1998) - Bernard Blaut (1998-1999) - Slobodan Milo / Bialas / Bernard Blaut (1999-2000) | - Amor Dhib (2000-2001) - Bernard Blaut / Tarek Ben Ali / Ridha Akacha (2001-2002) - Ali Kaabi (2002-2003) - Edmund Stöhr / Ali Kaabi / Bernard Blaut (2003-2004) - Ali Kaabi / Belhassen Meriah / Accorsey (2004-2005) - Abid Mchala / Lotfi Hannachi / Lotfi Kaabi (2005-2006) - Lotfi Kaabi / Mabrouk Fehmi / Ridha Boushih (2006-2007) - Lotfi Chihi (2007-2010) - Abdelkader Belhassen (2010-oggi) |

## Record

### Migliori cannonieri nel campionato tunisino
- Mohieddine Habita : 75 reti
- Abdelkader Belhassen : 44 reti
- Faouzi Henchiri : 33 reti
- Mohsen Yahmadi : 30 reti
- Mondher Msakni : 27 reti
- Abdesselem Chaatani : 26 reti

### Maggior numero di presenze nel campionato tunisino
- Mondher Msakni : 213
- Ali Kaabi : 208
- Mohieddine Habita : 181
- Ali Guizani : 172
- Mohamed Ali Ben Mansour : 162